# Красная Орловка (Кемеровская область)
Кра́сная Орло́вка — село в Новокузнецком районе Кемеровской области. Входит в состав Центрального сельского поселения.

## География
Центральная часть населённого пункта расположена на высоте 244 м над уровнем моря.

## Население
| 2010 |
| ---- |
| 396  |

### Половой состав
По данным Всероссийской переписи населения 2010 года, в селе Красная Орловка проживало 396 человек (185 мужчин, 211 женщин).